# 408
408 foi um ano bissexto do século V que teve início a uma quarta-feira e terminou a uma quinta-feira, segundo o Calendário Juliano. As suas letras dominicais foram E e D (53 semanas).
| Ano completo                           |
| -------------------------------------- |
| Ano bissexto com início à quarta-feira |